# Smok (rodzaj)
Smok – rodzaj dużego drapieżnego archozaura żyjącego w późnym triasie na terenach współczesnej Europy. Jego skamieniałości pochodzą z datowanych na przełom noryku i retyku (205–200 mln lat) osadów w cegielni w Lisowicach koło Lublińca. Mierząc 5–6 m długości, z czego blisko 50–60 cm przypadało na czaszkę, był jednym z największych triasowych archozaurów. Jego pozycja filogenetyczna jest trudna do ustalenia – Smok wykazuje pewne cechy występujące u teropodów, rauizuchów i bardziej prymitywnych archozaurów.

## Budowa
Smok jest znany z bardziej kompletnych i lepiej zachowanych skamieniałości niż większość innych triasowych archozaurów. Na podstawie wielkości kości przedszczękowej, szczękowej i jarzmowej długość czaszki oszacowano na 48–57 cm. Całe zwierzę mierzyło 5–6 m długości. Kość przedszczękowa jest wysoka i masywna, obejmuje cztery zęby, bardziej okrągłe w przekroju niż zęby kości szczękowej lub zębowej. W kości szczękowej znajdowało się 11 lub 12, a w zębowej 14 zakrzywionych ku tyłowi, piłkowanych zębów. Zęby te miały nawet 10 cm długości. Okno przedoczodołowe jest niewysokie, w przybliżeniu trójkątne, jedynie w przedniej części otoczone niewielkim dołem przedoczodołowym. Zaawansowaną budową cechuje się puszka mózgowa smoka. Oś kości ramiennej jest podłużnie skręcona. Długość grzebienia naramiennego nie przekraczała 30% długości trzonu kości. Kość biodrowa wysoka i masywna, z zamkniętą panewką stawu biodrowego. Kość krzyżowa składa się z trzech kręgów przyrośniętych żebrami krzyżowymi do kości biodrowej. Bardziej szczegółowy opis osteologii smoka jest przygotowywany w ramach pracy doktorskiej Grzegorza Niedźwiedzkiego.

## Filogeneza
Początkowo smoka uznawano za niewątpliwego dinozaura – teropoda prawdopodobnie bardziej zaawansowanego od ceratozaurów i należącego do grupy tetanurów, której byłby najstarszym znanym przedstawicielem. W późniejszej publikacji potwierdzono jego identyfikację jako teropoda, jednak nie zaklasyfikowano go do żadnej mniejszej grupy. Spostrzeżono pewne cechy łączące smoka z formami bardziej bazalnymi niż tetanury, takimi jak celofyzoidy, z kolei inne upodabniały go do bardziej zaawansowanych teropodów, takich jak ceratozaury i tetanury. W 2011 roku Niedźwiedzki i współpracownicy nie byli już pewni identyfikacji smoka jako teropoda – stwierdzili, że liczne homoplazje występujące u triasowych archozaurów utrudniają ustalenie jego pozycji filogenetycznej. Smok jest z pewnością archozauromorfem, czego dowodzi brak otworu ciemieniowego, kontakt pomiędzy kośćmi kwadratową i kwadratowo-jarzmową, występowanie okna przedoczodołowego i piłkowań na zębach. Przynależności do archozaurów dowodzi obecność stykających się pośrodku wyrostków podniebiennych kości szczękowych oraz przednio-przyśrodkowy guzek na proksymalnej części kości udowej. Pozycja smoka wewnątrz Archosauria jest jednak trudna do ustalenia – wiele cech łączy go z teropodami, zwłaszcza dużymi i stosunkowo zaawansowanymi, inne jednak upodabniają go do archozaurów bliżej spokrewnionych z krokodylami, zwłaszcza rauizuchów. Występuje też kilka cech prymitywnych, takich jak obecność kości zaczołowej, która zanikła u dinozaurów i krokodylomorfów. Podobnie jak osteologia, dokładniejsze zbadanie pozycji filogenetycznej smoka jest tematem pracy doktorskiej Grzegorza Niedźwiedzkiego.

## Historia odkryć

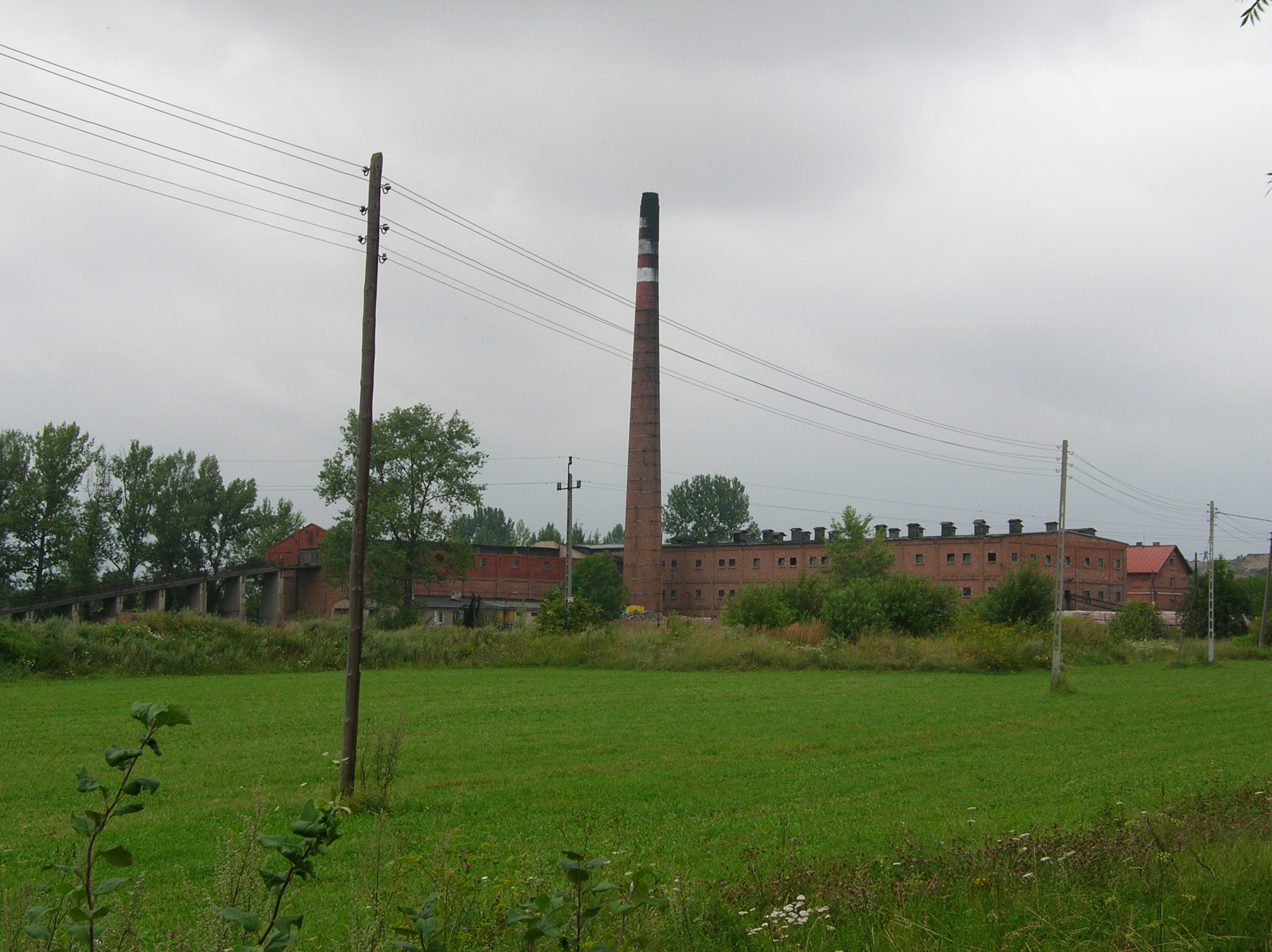
Cegielnia w Lisowicach, w której wyrobisku odnaleziono skamieniałości S. wawelski

Cegielnia w Lisowicach koło Lublińca była badana przez wiele lat pod kątem występowania w niej skamieniałości kręgowców, m.in. przez Jerzego Dzika, jednak wówczas złoże kostne nie było jeszcze eksploatowane. Dopiero w 2005 roku kolekcjoner Robert Borzęcki natrafił na szczątki. Wiosną 2006 roku Borzęcki pokazał je Piotrowi Menduckiemu, o ich identyfikację poprosił również na forum paleontologia.pl – zarówno Menducki, jak i moderator forum Dawid Surmik skierowali go do Tomasza Suleja. Sulej wraz z Grzegorzem Niedźwiedzkim pojechali do Lisowic, gdzie znaleźli więcej skamieniałości, w tym kości. W lipcu 2006 roku w Lisowicach rozpoczęły się profesjonalne wykopaliska. Wówczas odnaleziono m.in. mierzącą 54 cm długości kość udową, a w 2007 – trójpalczaste tropy. W 2008 roku na łamach „Acta Palaeontologica Polonica” ukazał się wstępny opis skamieniałości, a praca nazywająca gatunek Smok wawelski została opublikowana w 2012 roku (w internecie ukazała się jeszcze w sierpniu 2011). Jego nazwa pochodzi od legendarnego smoka wawelskiego. Nazwa gatunku budzi kontrowersje ze względu na złamanie niepisanych, zwyczajowych reguł dotyczących tworzenia nazw taksonomicznych, ponieważ jest to niezlatynizowana nazwa języka narodowego badaczy, nie jest pochodną od innej nazwy i nie jest nazwą nową, tylko zapożyczeniem, kopią istniejącej nazwy związanej z innym porządkiem ontologicznym.
W 2012 roku z późnotriasowego stanowiska w Porębie opisano zęby bardzo podobne do tych pochodzących od Smok wawelski – prawdopodobnie należą one do tego samego lub blisko z nim spokrewnionego taksonu. Na przełomie 2011 i 2012 roku wykonano rekonstrukcję szkieletu, który wystawiono w muzeum w Lisowicach.
Niedźwiedzki i Budziszewska-Karwowska (2018) opisali skamieniałości przedstawiciela rodzaju Smok (zęby, kręg grzbietowy, fragmenty kości ramiennej, kości udowej oraz kości miednicy) z późnotriasowego stanowiska w Marciszowie w pobliżu Zawiercia; jest to drugie stanowisko, z którego znane są skamieniałości niewątpliwego przedstawiciela rodzaju Smok. Z uwagi na różnice w budowie kręgów nie jest pewne, czy zwierzę ze stanowiska w Marciszowie jest przedstawicielem gatunku S. wawelski, czy też należy do nowego gatunku z rodzaju Smok.

## Paleobiologia
Smok jest rekonstruowany jako zwierzę dwunożne. W Lisowicach odnaleziono pięć dużych, masywnych odcisków trójpalczastych stóp o długości 40–50 cm. Przypominają one tropy pozostawione przez średnie i duże jurajskie teropody. Nie odnaleziono kości stóp smoka, nie można więc jednoznaczne udowodnić, że to on pozostawił te tropy. Z Lisowic nie jest jednak znany żaden inny archozaur o zbliżonych rozmiarach.
Smok był drapieżnikiem. Trzon jego kości ramiennej był skręcony, co początkowo uznano za cechę zaawansowaną jako teropoda, umożliwiającą mu chwytanie ofiar za pomocą kończyn przednich. Oprócz smoka w Lisowicach odnaleziono również skamieniałości dicynodonta Lisowicia bojani, wczesnego przedstawiciela ssakokształtnych z rodzaju Hallautherium, małych dinozauromorfów, pterozaurów, krokodylomorfów, gadów ryjogłowych, dużych kapitozaurów i niewielkich plagiozaurów, ryb dwudysznych i prawieczkokształtnych oraz rekinów z grupy Hybodontiformes. Ofiarami smoka mogły padać dicynodonty z gatunku Lisowicia bojani – osiągały one jednak olbrzymie rozmiary (największe ze wszystkich znanych dicynodontów). Dorosłe osobniki mogły być więc zbyt duże dla smoka. W 2011 roku opisano ślady ukąszeń zachowane na żebrach i kościach kończyn tylnych młodych dicynodontów. Ślady te odpowiadały kształtem zębom smoka, co sugeruje, że zjadał on dicynodonty. Prawdopodobnie powstały one w wyniku skutecznego ataku na żywe zwierzęta, choć nie można wykluczyć padlinożerności. Ślady zębów archozaurów na kości dicynodonta odnaleziono również w Zawierciu (w osadach noryku, czyli o wieku zbliżonym do lisowickich). W tym przypadku bardziej prawdopodobne jest, że dwa archozaury pożywiały się padliną dicynodonta. Analiza koprolitów wskazuje, że smok połykał kości ofiar. Stan większości szczątków nie pozwala na dokładną identyfikację, jednak niektóre są kośćmi temnospondyli i dicynodontów. W koprolitach znajdowane są również szczątki zębów smoka, co oznacza, że podczas gryzienia zęby łatwo się łamały i mieszały z pokarmem. Inną możliwością jest kanibalizm.